# La journée de la jupe
La journée de la joupe è un film del 2009 diretto da Jean-Paul Lilienfeld e interpretato da Isabelle Adjani e Denis Podalydès.
Il film è stato proiettato in anteprima al Festival internazionale di Berlino del 2009, e trasmesso per la prima volta il 20 marzo 2009 sul canale televisivo arte. La distribuzione nei cinema, inizialmente in sole 50 sale, è avvenuta cinque giorni dopo. Il regista ha spiegato la scelta di trasmettere prima il film in televisione a causa di una mancanza di fondi. Il successo del film ha poi permesso una maggiore distribuzione nazionale e internazionale.

## Riconoscimenti
- 2010 - Premio César
  - Miglior attrice protagonista a Isabelle Adjani
  - Nomination Miglior film
  - Nomination Migliore sceneggiatura originale a Jean-Paul Lilienfeld
- 2010 - Premio Lumière
  - Miglior attrice a Isabelle Adjani
- 2010 - Globe de cristal
  - Migliore attrice a Isabelle Adjani
- 2010 - Étoile d’or
  - Migliore attrice a Isabelle Adjani